# Club Brugge Koninklijke Voetbalvereniging 2011-2012
Questa voce raccoglie le informazioni riguardanti il Club Brugge Koninklijke Voetbalvereniging nelle competizioni ufficiali della stagione 2011-2012. 

## Rosa
| N. |                               | Ruolo | Calciatore       |
| -- | ----------------------------- | ----- | ---------------- |
| 2  | Norvegia (bandiera)           | D     | Tom Høgli        |
| 3  | Svezia (bandiera)             | D     | Michael Almebäck |
| 4  | Belgio (bandiera)             | D     | Carl Hoefkens    |
| 5  | Svezia (bandiera)             | D     | Fredrik Stenman  |
| 6  | Danimarca (bandiera)          | C     | Niki Zimling     |
| 7  | Burundi (bandiera)            | A     | Mohammed Tchité  |
| 8  | Israele (bandiera)            | C     | Lior Refaelov    |
| 9  | Belgio (bandiera)             | A     | Björn Vleminckx  |
| 10 | Danimarca (bandiera)          | C     | Jesper Jørgensen |
| 11 | Belgio (bandiera)             | C     | Jonathan Blondel |
| 13 | Spagna (bandiera)             | C     | Víctor Vázquez   |
| 14 | Danimarca (bandiera)          | D     | Jim Larsen       |
| 16 | Belgio (bandiera)             | C     | Maxime Lestienne |
| 17 | Macedonia del Nord (bandiera) | A     | Ivan Tričkovski  |

| N. |                        | Ruolo | Calciatore           |
| -- | ---------------------- | ----- | -------------------- |
| 18 | Paesi Bassi (bandiera) | D     | Ryan Donk            |
| 19 | Belgio (bandiera)      | C     | Thomas Meunier       |
| 20 | Belgio (bandiera)      | C     | Thibaut Van Acker    |
| 21 | Belgio (bandiera)      | D     | Bart Buysse          |
| 22 | Spagna (bandiera)      | D     | Jordi Figueras       |
| 28 | Belgio (bandiera)      | D     | Jannes Vansteenkiste |
| 32 | Belgio (bandiera)      | C     | Vadis Odjidja-Ofoe   |
| 33 | Serbia (bandiera)      | P     | Vladan Kujović       |
| 39 | Serbia (bandiera)      | P     | Bojan Jorgačević     |
| 40 | Belgio (bandiera)      | D     | Björn Engels         |
| 41 | Belgio (bandiera)      | C     | Birger Verstraete    |
| 50 | Belgio (bandiera)      | P     | Sven Dhoest          |
| 70 | Colombia (bandiera)    | A     | Carlos Bacca         |
|    | Brasile (bandiera)     | D     | Marcos Camozzato     |

### Staff tecnico
| Allenatore:               | Georges Leekens      |
| Vice allenatore:          | Rudi Verkempinck     |
| Preparatore atletico:     | Joost Desender       |
| Preparatore dei portieri: | Philippe Vande Walle |